# أمجد هوساوي (لاعب كرة قدم مواليد 1994)
أمجد هوساوي لاعب كرة قدم سعودي ، يلعب في خط الهجوم .
مثل سابقاً نادي حراء ونادي جدة .